# Jean-Joseph Perraud
Pour les articles homonymes, voir Perraud.

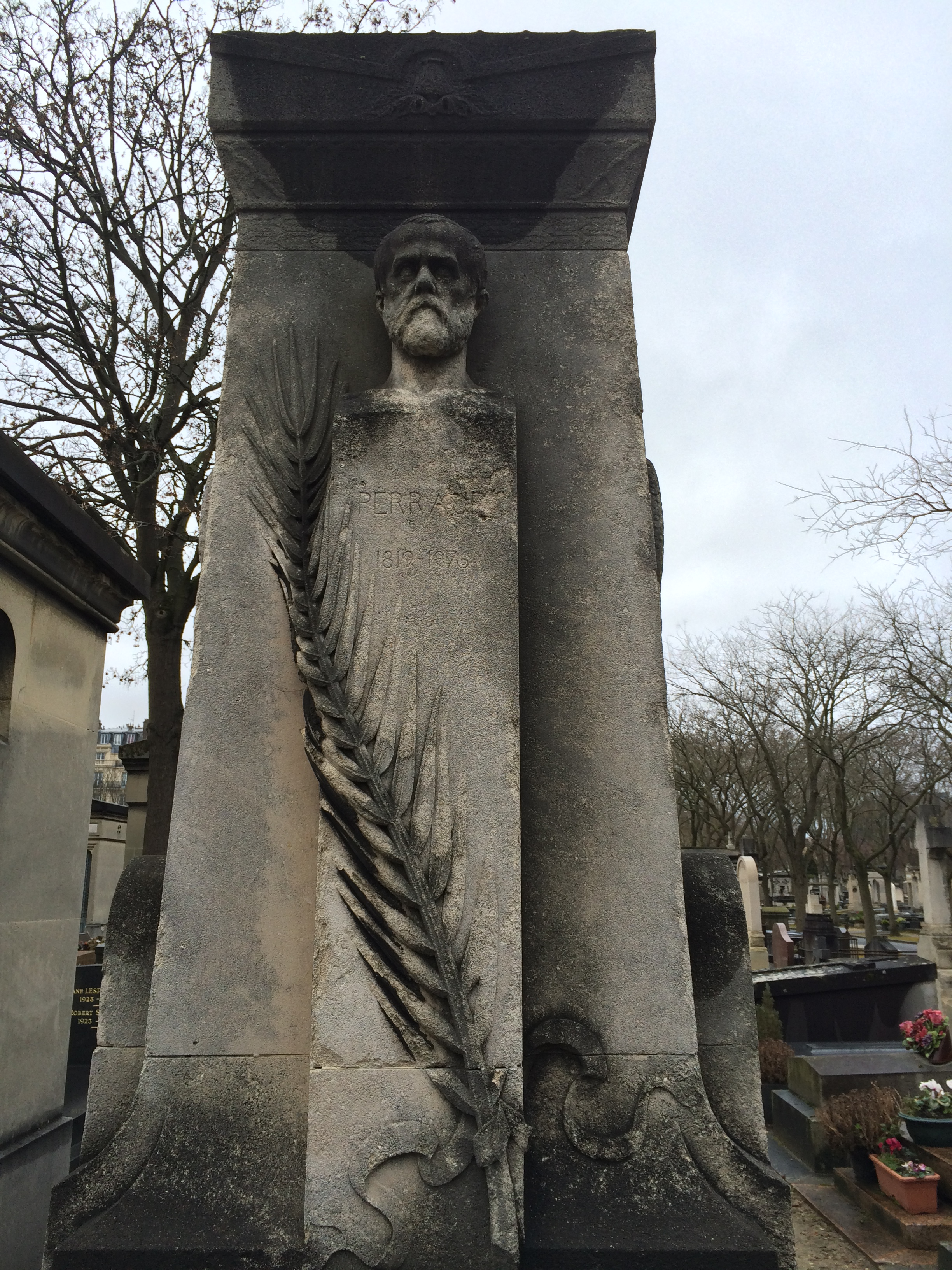
Tombe de Jean-Joseph Perraud au cimetière du Montparnasse (Paris).

Jean-Joseph Perraud est un sculpteur français né le 26 avril 1819 à Monay (Jura) et mort le 2 novembre 1876 dans le 6e arrondissement de Paris. 

## Biographie
Jean-Joseph Perraud se rend dès 1834 en apprentissage chez le père Duvernoy, ébéniste, puis à Pontarlier. Élève à l'École des beaux-arts de Paris dans les ateliers de Jules Ramey et d'Auguste Dumont, il obtient le grand prix de Rome en 1847 pour Télémaque apportant à Phalante l'urne renfermant les cendres d'Hippias (Fénelon, Les Aventures de Télémaque) et part en résidence à Rome à la villa Médicis où il se lie avec l'architecte Charles Garnier, lauréat du grand prix de Rome d'architecture en 1848.
Lorsque Charles Garnier remporte le concours pour un nouvel opéra, il fait appel à Perraud et lui passe commande en août 1865. Les quatre groupes de la façade ont été initialement distribués entre Jules Cavelier, Eugène Guillaume, Jean-Baptiste Carpeaux et François Jouffroy. Perraud est alors chargé du couronnement de la façade mais le choix lui est laissé entre cette réalisation et un autre groupe. Il choisit d'illustrer Le Drame lyrique et remplace Cavelier. Garnier contrôle la réalisation des groupes pour leur intégration dans le programme architectural. Il impose un schéma commun aux artistes : un groupe de trois personnages centré sur un génie.
Il connaît tous les honneurs : médaille de première classe à l'Exposition universelle de 1855, membre de l'Institut en 1865 et officier de la Légion d'honneur le 29 juin 1867, ce qui lui assure des commandes officielles jusqu'à la fin de sa vie. C'est un sculpteur néo-classique, teinté de romantisme.
Il a légué son fonds d'atelier et sa propre collection d'art à la Ville de Lons-le-Saunier qui les conserve dans son musée des Beaux-Arts.

## Œuvres dans les collections publiques

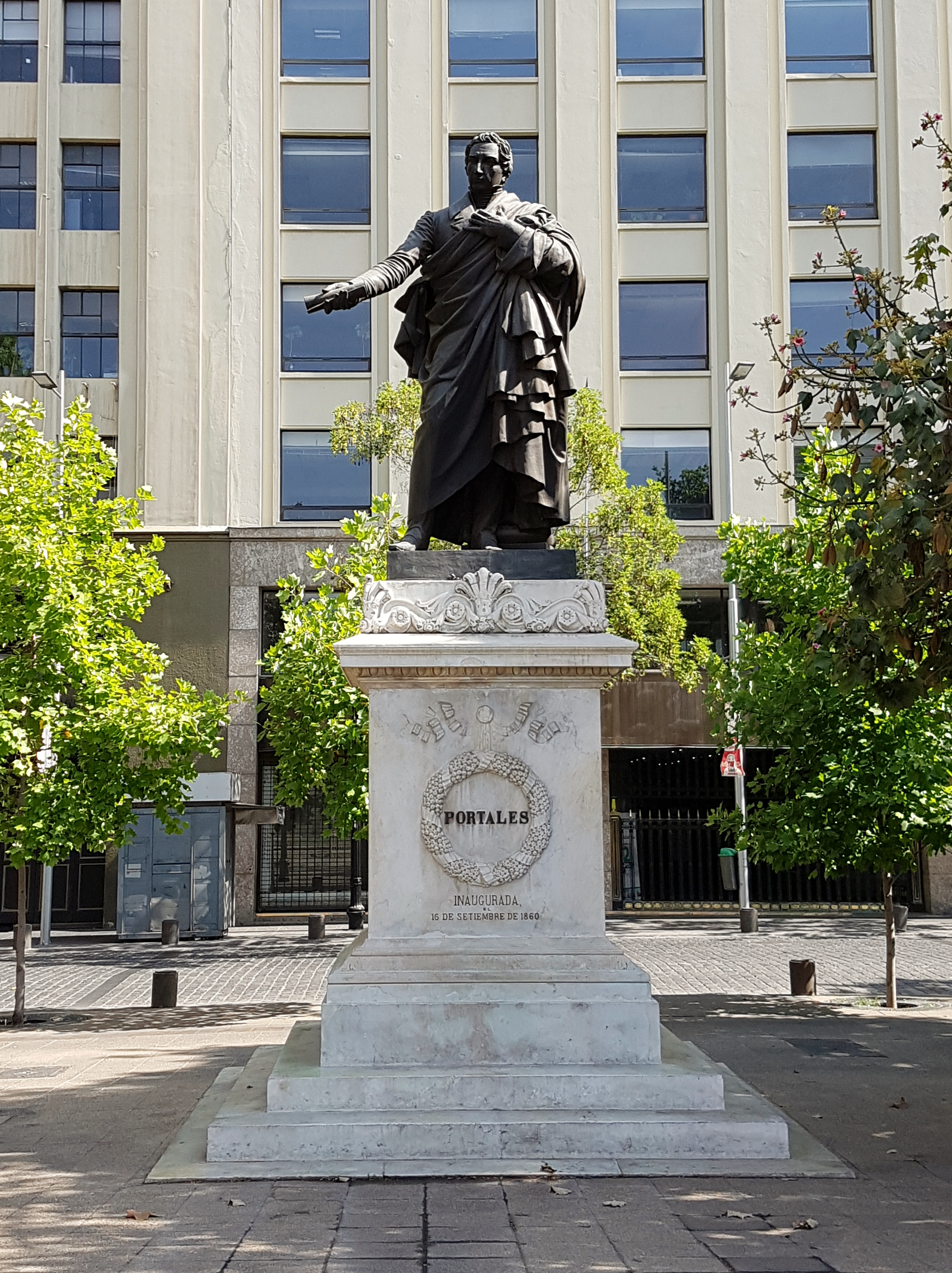
Monument à Diego Portales (1860), Santiago, Plaza de la Constitución.

- Grenoble, musée de l'Ancien Évêché : Buste de Berlioz, 1867, bronze.
- Lons-le-Saunier, musée des Beaux-Arts :
  - Tête de Vierge, vers 1850, marbre ;
  - Tête d'Adam, 1851-1852, plâtre ;
  - L'Enfance de Bacchus, 1851-1852, groupe en plâtre ;
  - Hercule étouffant le brigand Cacus, 1851-1852, esquisse en plâtre ;
  - Louis II de Bourbon-Condé, 1859, buste en marbre ;
  - Le Drame lyrique, vers 1860, modèle en plâtre.
  - Galatée, 1873, statue en marbre ;
  - Buste de Max Claudet, 1875, plâtre patiné.
- Nemours, Château-Musée : Alexis Le Go, 1853, médaillon en plâtre, fonds Justin Sanson[4].
- Paris :
  - cimetière du Montparnasse : Buste de Pierre Larousse, 1876, bronze[5].
  - gare de Paris-Nord : Berlin, vers 1864-1865, statue en pierre.
  - jardin des Grands-Explorateurs Marco-Polo et Cavelier-de-la-Salle : Le Jour, vers 1870-1875, groupe en pierre.
  - musée Carnavalet : Portait de Pierre Jean de Béranger (1780-1857), chansonnier, 1861, buste en marbre.
  - musée d'Orsay : Le Désespoir, 1869, statue en marbre[6],[7].
  - palais Garnier, façade principale : Le Drame lyrique, vers 1860-1869, groupe en pierre.
  - square du Palais-Galliera : L'Enfance de Bacchus, 1857, groupe en bronze.

Œuvres de Jean-Joseph Perraud
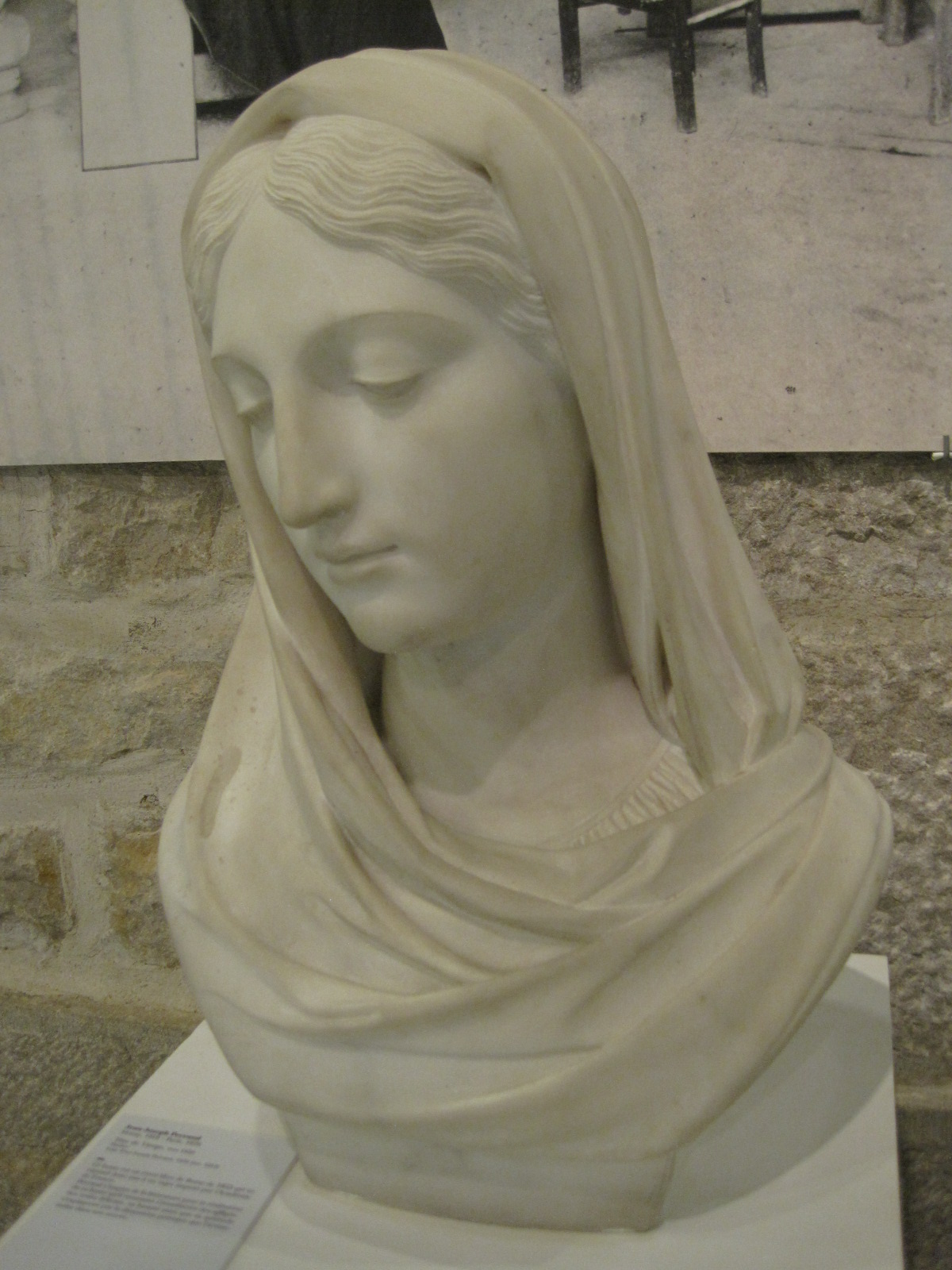
Tête de Vierge (vers 1850), musée des Beaux-Arts de Lons-le-Saunier.
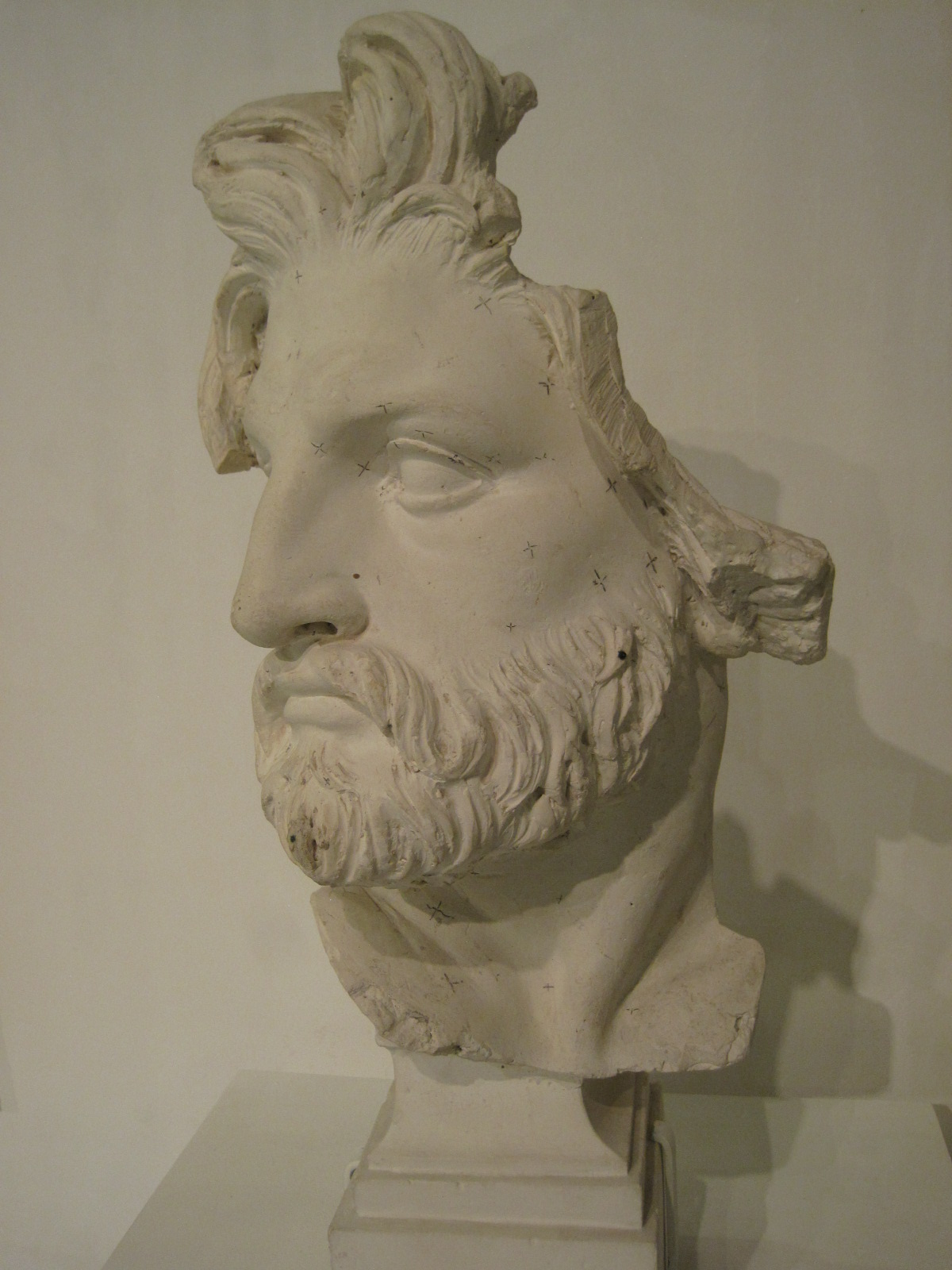
Tête d'Adam (1851-1852), musée des Beaux-Arts de Lons-le-Saunier.
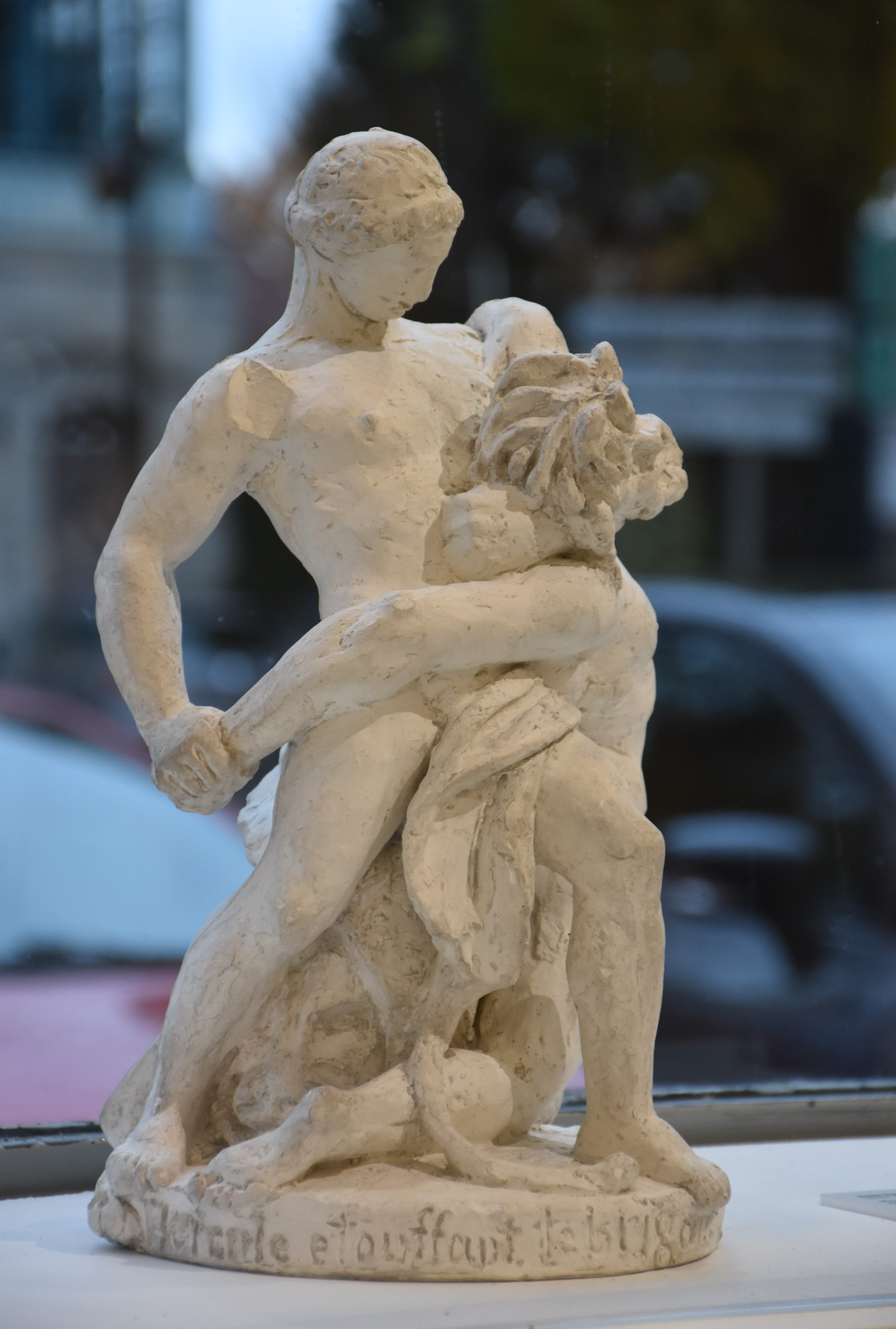
Hercule étouffant le brigand Cacus (1851-1852), musée des Beaux-Arts de Lons-le-Saunier.
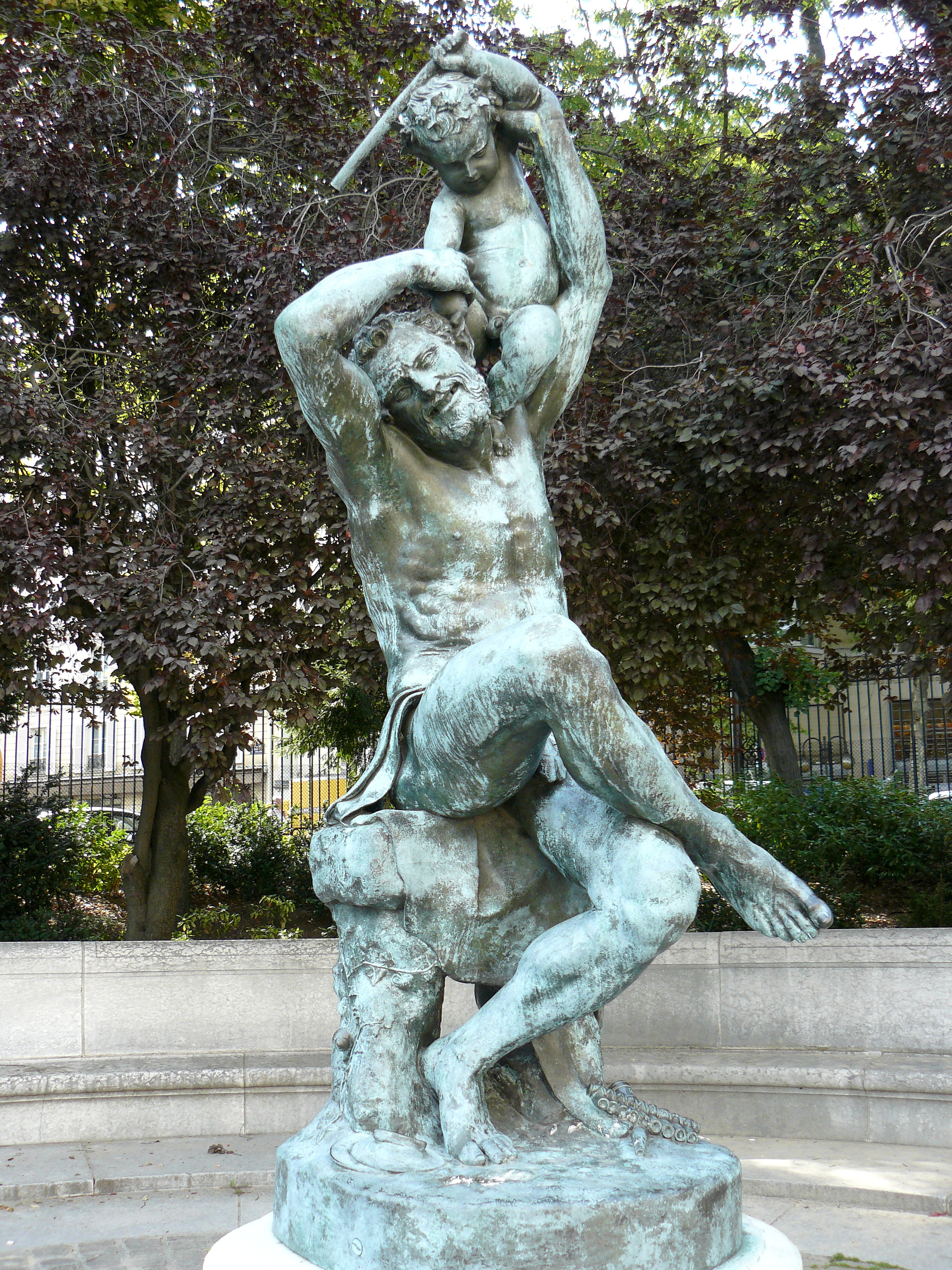
L'Enfance de Bacchus (1857), Paris, square du Palais-Galliera.
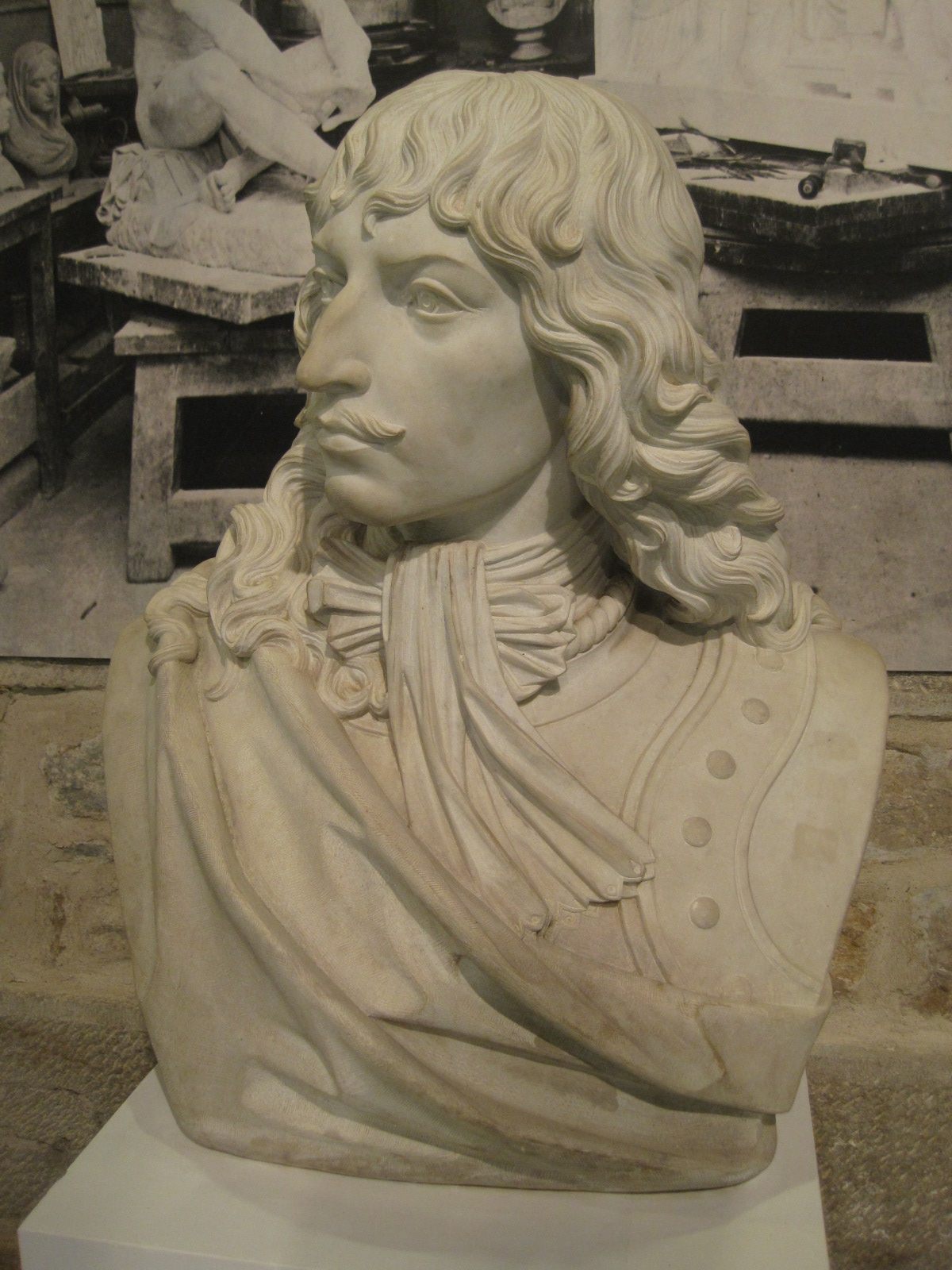
Louis II de Bourbon-Condé (1859), musée des Beaux-Arts de Lons-le-Saunier.
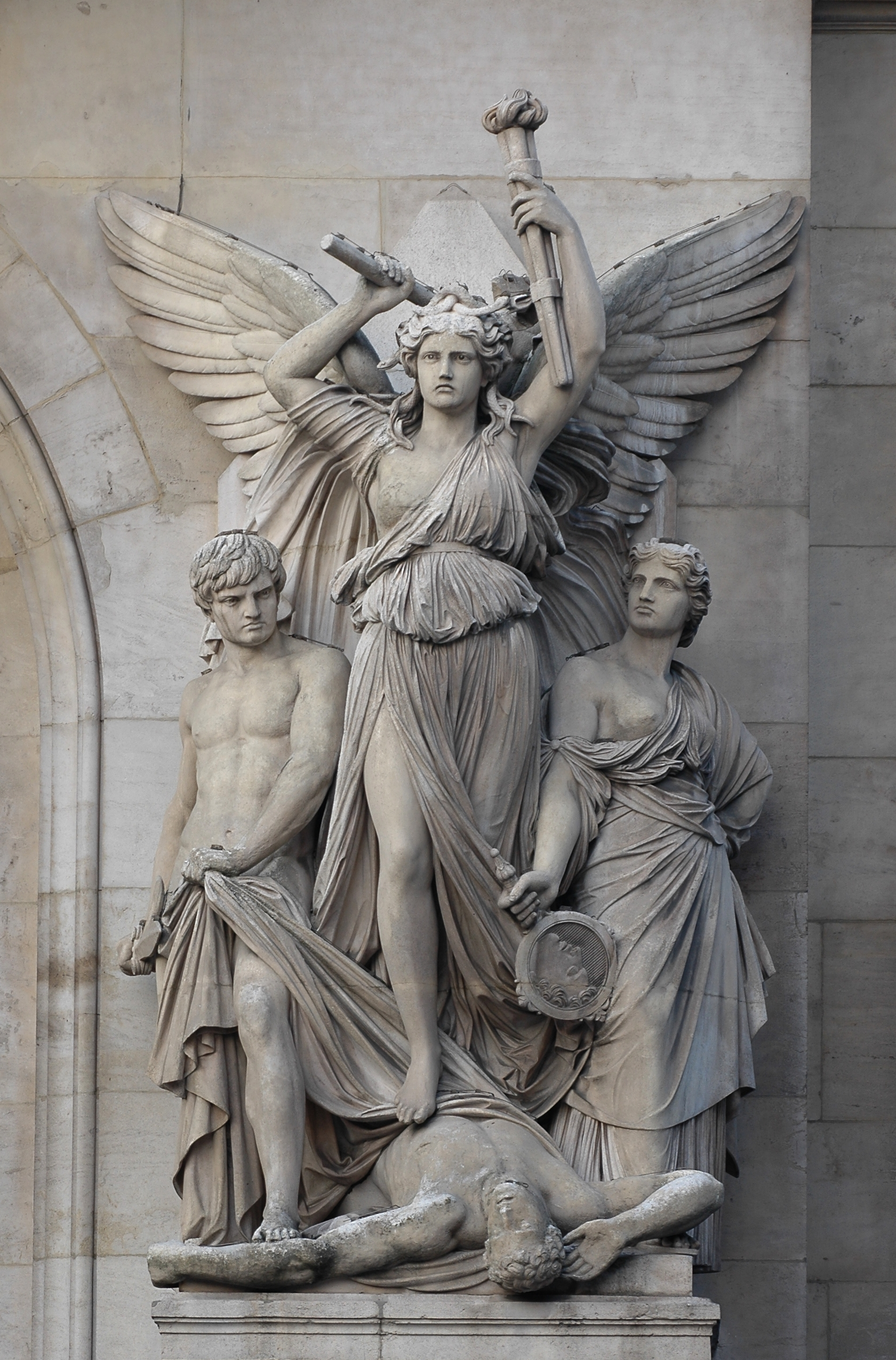
Le Drame lyrique (vers 1860–1869), Paris, façade du palais Garnier.
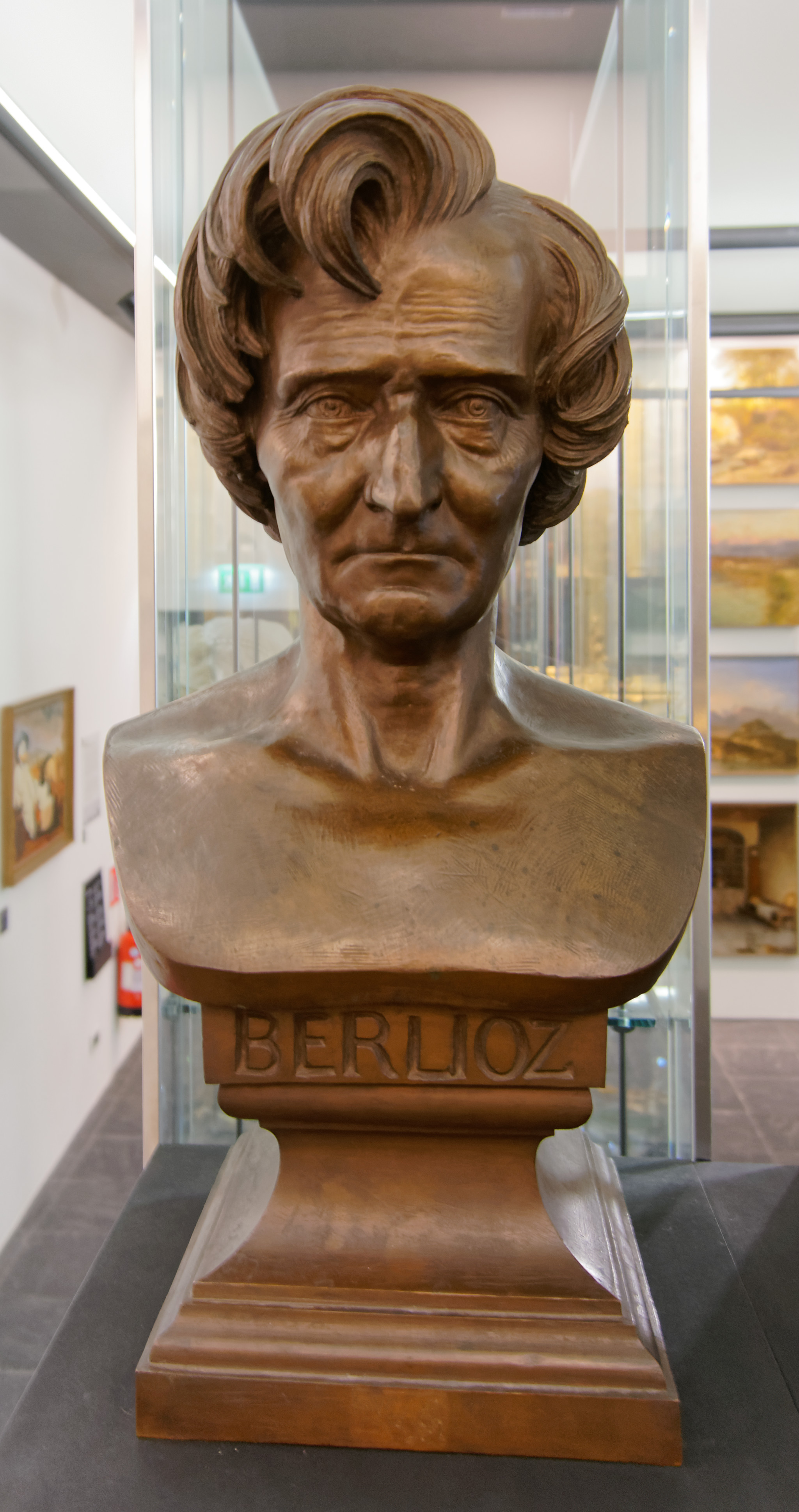
Buste de Berlioz (1867), Grenoble, musée de l'Ancien Évêché.
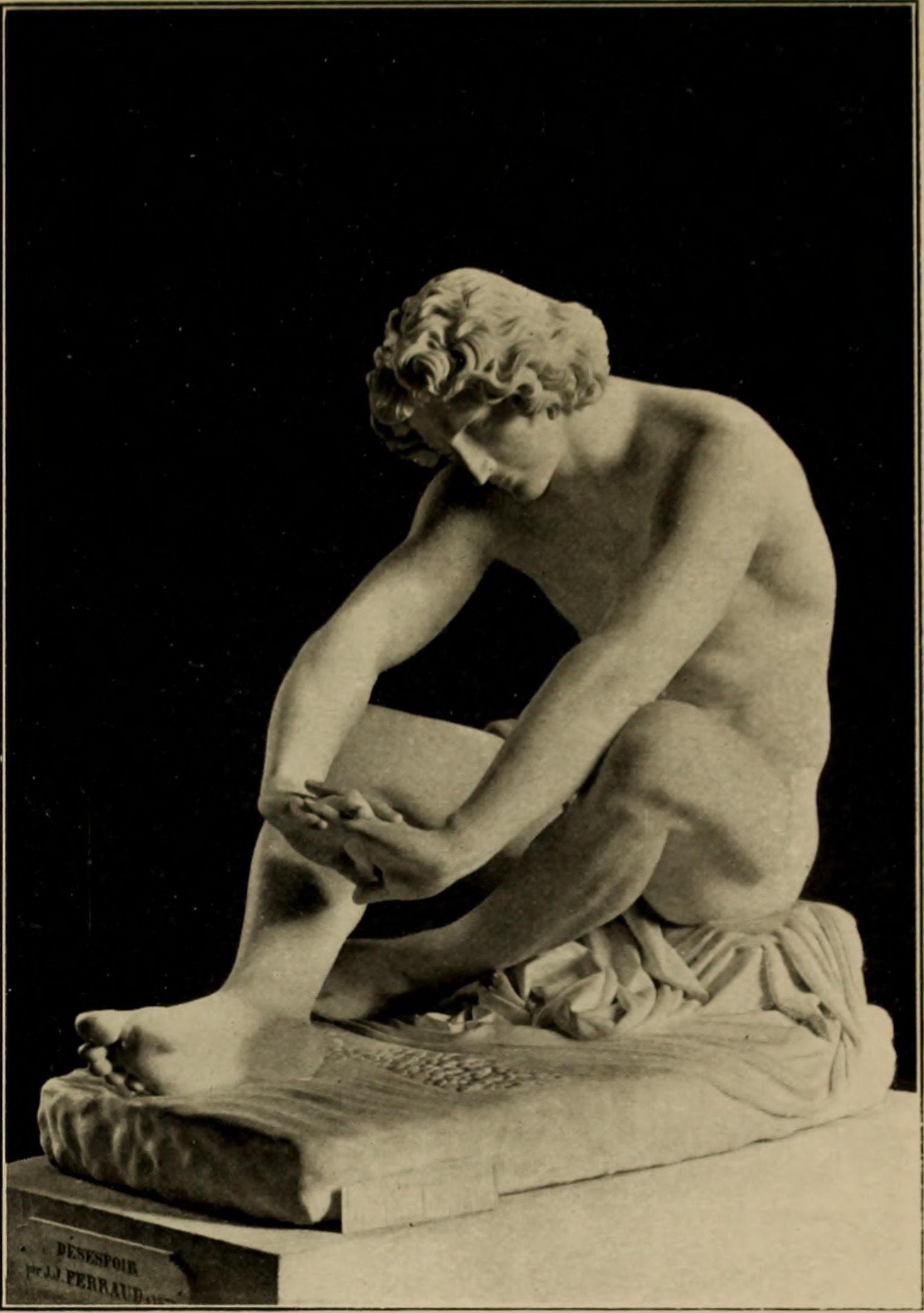
Le Désespoir (1869), Paris, musée d'Orsay.
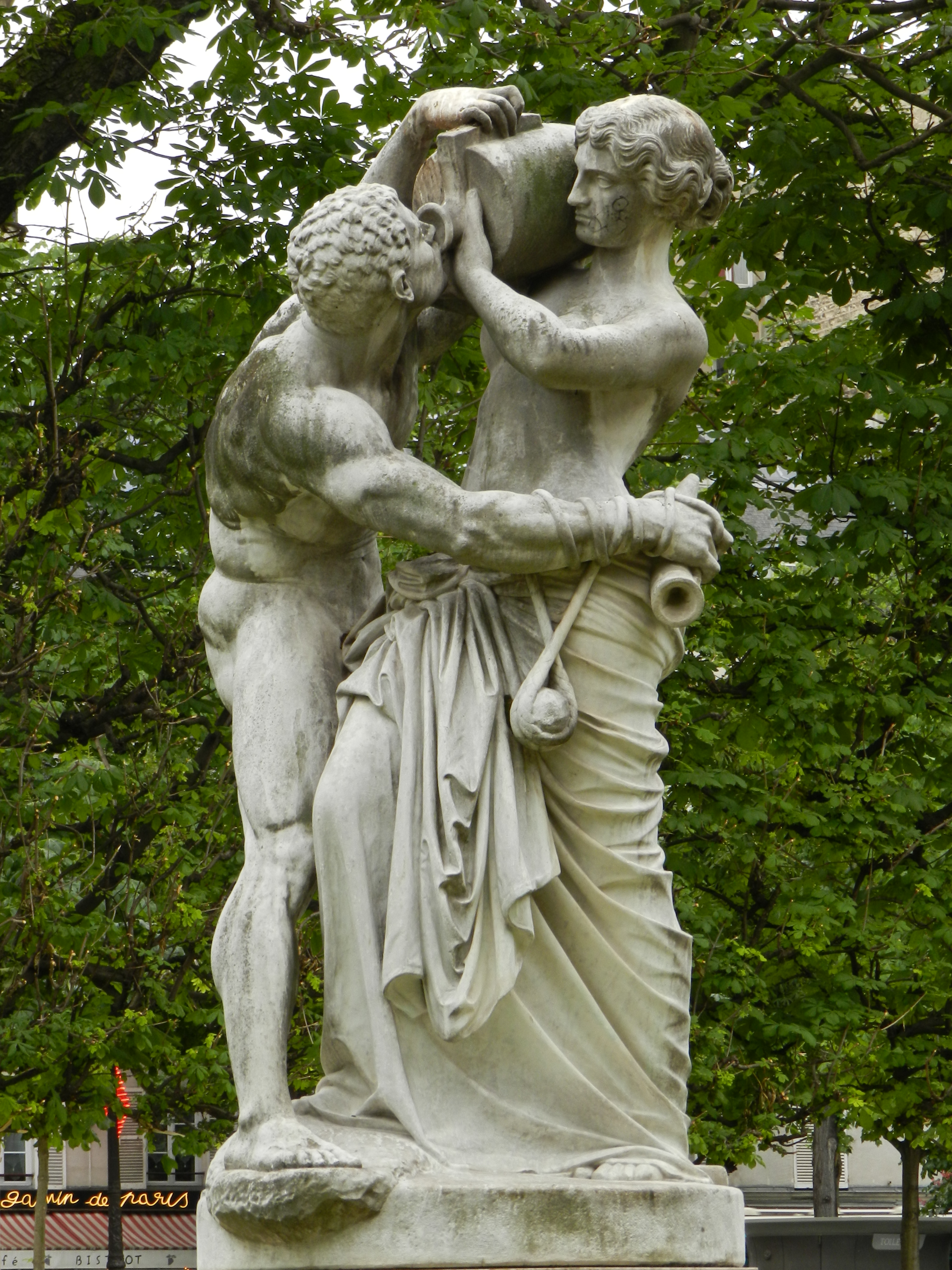
Le Jour (vers 1870-1875), Paris, jardin des grands explorateurs : Marco Polo et Cavelier-de-la-Salle.
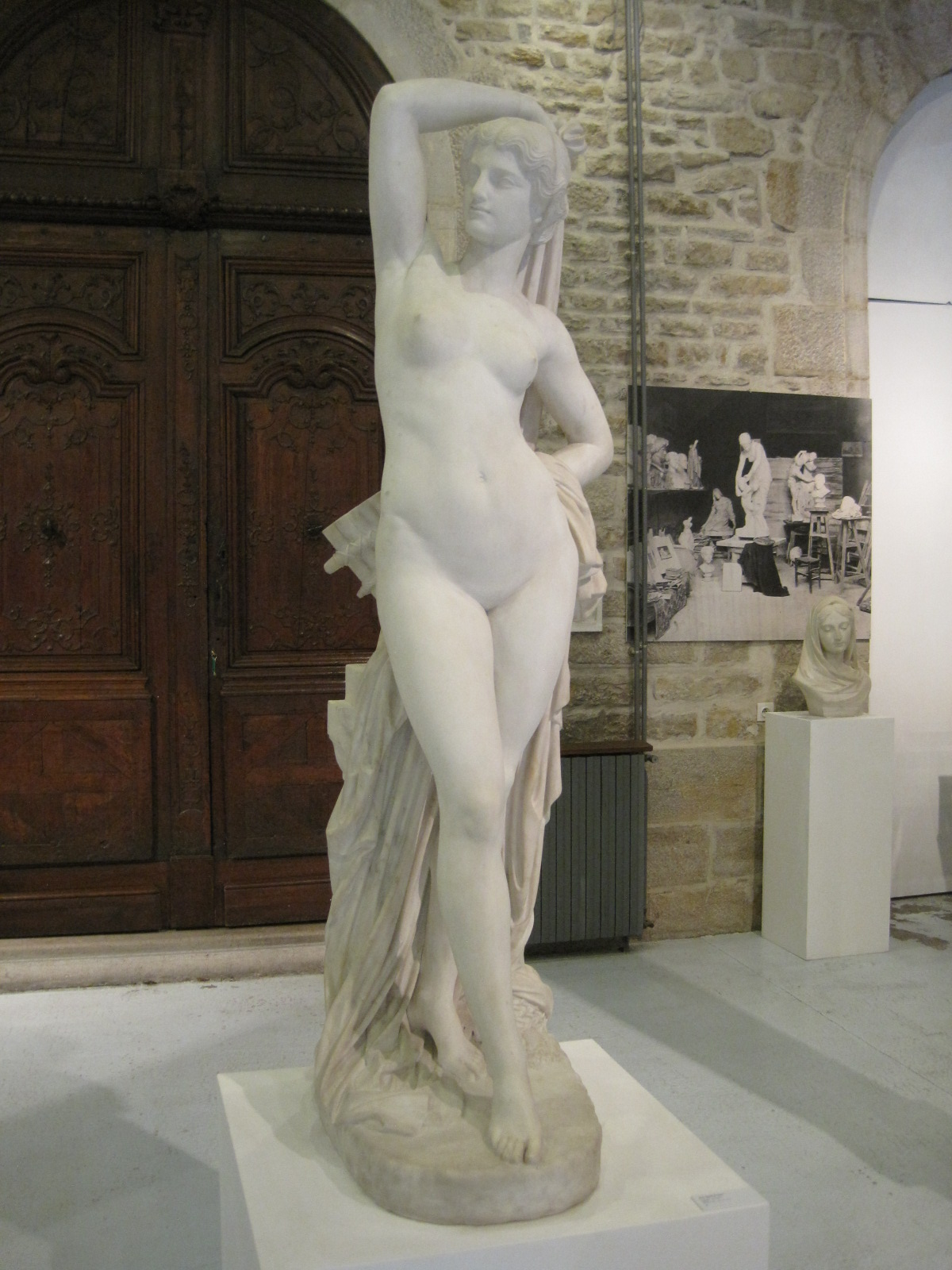
Galatée (1873), musée des Beaux-Arts de Lons-le-Saunier.
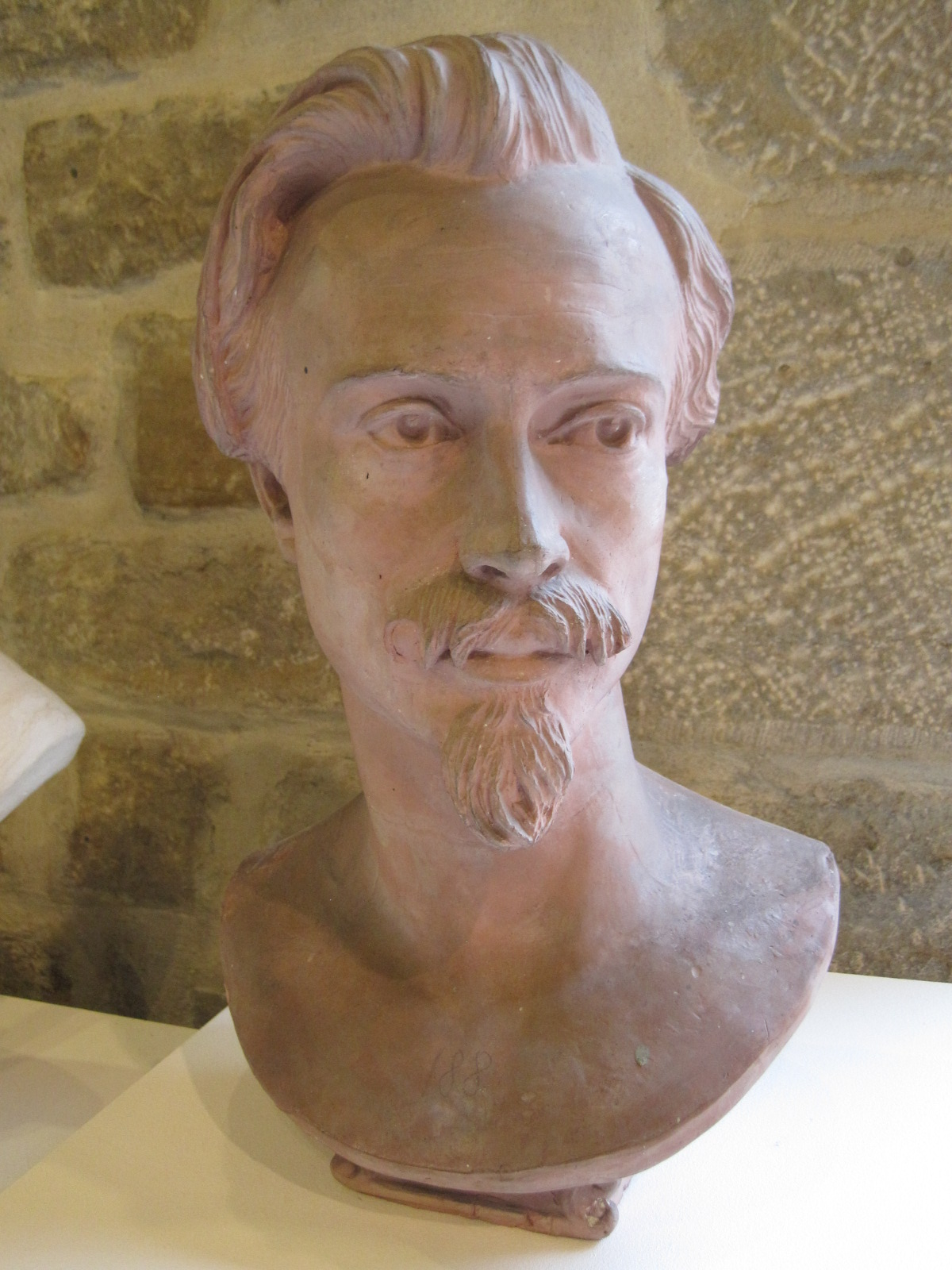
Buste de Max Claudet (1875), musée des Beaux-Arts de Lons-le-Saunier.
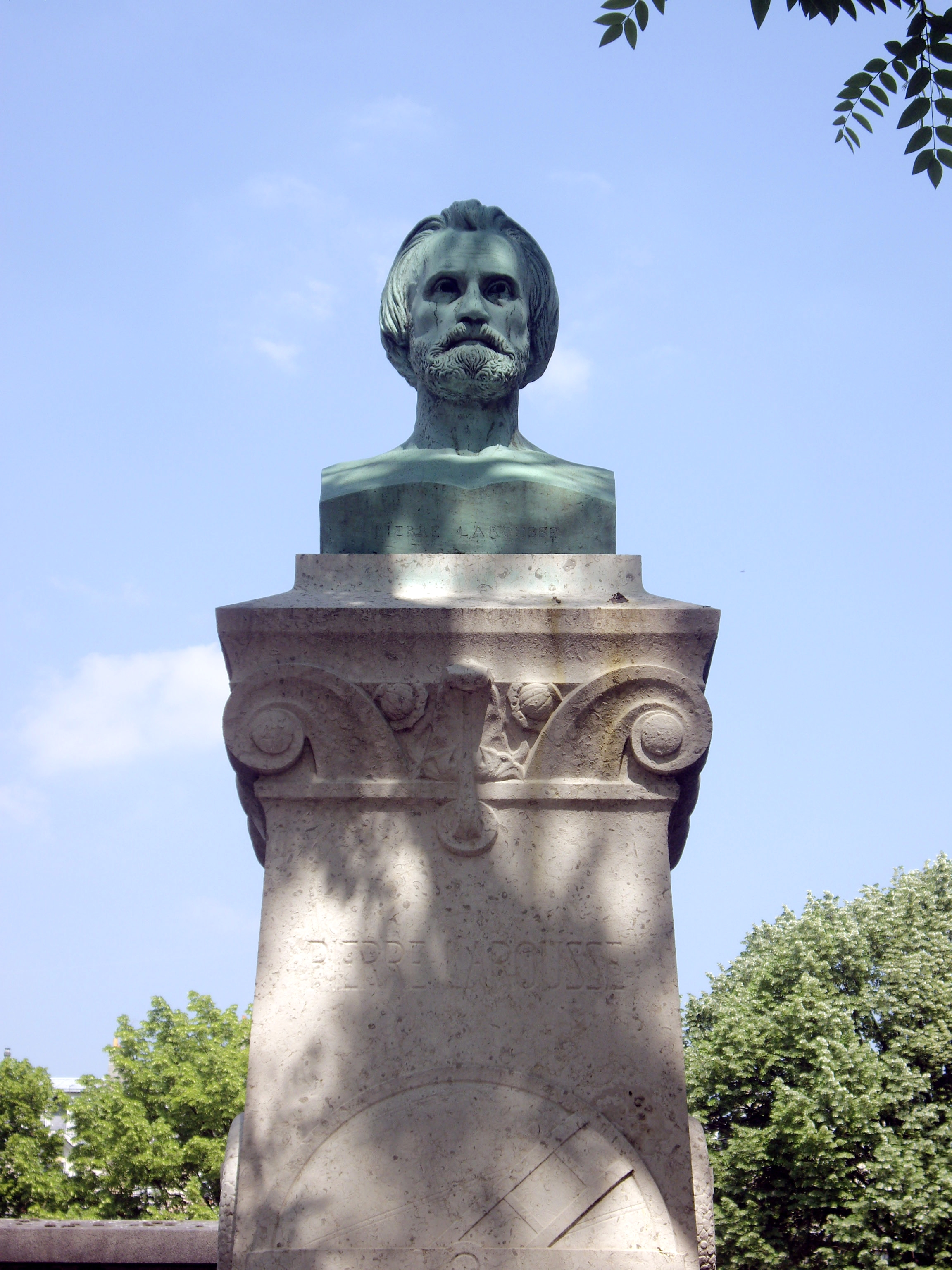
Buste de Pierre Larousse (1876), Paris, cimetière du Montparnasse.

## Distinctions
Officier de la Légion d'honneur, le 29 juin 1867.